# Hymenochirus feae
Espèce
Statut de conservation UICN

 DD  : Données insuffisantes
Hymenochirus feae est une espèce d'amphibiens de la famille des Pipidae.

## Répartition
Cette espèce est endémique de la province de l'Ogooué-Maritime au Gabon,.

## Étymologie
Cette espèce a été nommée en l'honneur de Leonardo Fea (1852-1903) qui a obtenu les premiers spécimens.

## Publication originale
- Boulenger, 1906 "1905" : Report on the batrachians collected by the late L. Fea in West Africa. Annali del Museo Civico di Storia Naturale di Genova, sér. 3, vol. 2, no 42, p. 157-172 (texte intégral).